# Szentgyörgyvári János
Szentgyörgyvári János (Pécs, 1919. március 6. – Pécs, 2007. november 17.) magyar funkcionárius, várospolitikus, a Pécsi Ingatlankezelő Vállalat (PIK) vezető beosztású dolgozója, pécsi tanácstag a 87. megyei-városi kerületben, a Hazafias Népfront Pécs 3. kerületének vezetője.

## Élete
Sokgyermekes német család hetedik gyermekeként született, felnőtt testvérei közé. Apja Szentgyörgyvári József, bár szakmája szerint asztalos volt, ebben az időben a MÁV-nál dolgozott altisztként. Rokonságban álltak a siklósi Szentgyörgyváry családdal, Szentgyörgyváry Károly Szentgyörgyvári János unokaöccse volt. Szülei 1933-ig Pécsett a Tettyén laktak, itt végezte elemi iskoláit is, az Ágoston téri állami elemi fiúiskola tanulója volt. 1933-ban Mecsekaljára költöztek. Tanulmányainak befejezése után, ahol tímársegédi képesítést szerzett, 1934-től innen járt gyalog első munkahelyére a Pécsi Bőrgyárba. Szabad idejében a Dalárdában énekelt, tehetsége volt ugyanis az énekhez.
Ifjúkorát kettétörte a második világháború. „Harctéri szolgálati lapja” szerint 1942. június 18-tól – 1943. április 28. napjáig 10 havi és 10 napi harctéri szolgálatot teljesített a 8. gyalogezred I. zászlóaljának állományában, híradósként, a Don-kanyarban, az első vonalban. „Kardos Tűzkereszt” kitüntetésre és az ezzel járó vitézi kinevezésre is felterjesztették szolgálataiért, melyről azonban csak igazolást kapott, minthogy a frontvonal összeomlott, és menekülniük kellett vissza Magyarországra. A kitüntetést hadi érdemeiért végül a rendszerváltás után kapta meg 1999 júniusában, de csupán az érmeket, a vitézi cím viselését MSZMP-beli tagsága miatt hivatalosan ekkor már nem engedélyezték számára.
Hazatérése után megnősült, házasságából két fia született (Csaba 1945, Zoltán 1950), a 40-es – 50-es években továbbra is a Bőrgyárban dolgozott.
1957-től a Pécsi Kenderfonógyár hirdi telepén – két év gimnáziumi osztály elvégzését követően – műszaki alkalmazott lett, majd a hatvanas évektől a Pécsi Ingatlankezelő Vállalat dolgozója. Az Anyaggazdálkodásnál előbb csoportvezető, majd az Anyaggazdálkodási Osztály megszervezése után átmenetileg annak osztályvezetője, illetve – az akkori szokás szerint – a felsőbb utasításra kinevezett osztályvezetőnek a helyettese, amely pozícióban egészen a nyugdíjba vonulásáig megmaradt.
1976-ban betegség miatt rokkantosították, majd nyugdíjazták. Ezután már – elsősorban betegsége miatt – nem vállalt politikai közszereplést, kilépett az MSZMP-ből is. Amennyire egészségi állapota engedte, a lakóhelyéhez közeli katolikus közösség életében még részt vett, a felnőtt-hittant látogatta, és vasárnaponként a templom kórusában énekelt.
2007-ben 88 éves korában egy combnyaktörést követően került a Pécsi Honvéd Kórházba, ahol az operációt követő szövődmény miatt elhunyt.

## A Népfrontban
Katolikus keresztényként és szociális érzékenységgel megáldva középutas politikát folytatott. A Szociáldemokrata Párt tagja volt, egészen addig, amíg azt el nem „nyelte” a kommunisták pártja. 1947-ben, a második, nyíltan manipulált választásokon ugyanis az MKP győzött a szavazatok 22,3%-val, annak ellenére, hogy a magyar lakosság többsége a polgári demokratikus erőket támogatta (koalíció: 60%; polgári pártok: 39%) A 22% mégsem bizonyult elégnek önálló kormányzáshoz, ezért a Független Kisgazdapártot is be kellett venniük a – Dinnyés Lajos vezetésével 1947 szeptemberében megalakított – (báb)kormányba.
1948. jún. 12-én az MKP és az SZDP egyesülésével megalakították az új kormányzó pártot a Magyar Dolgozók Pártját, amely valójában az SZDP szétverését jelentette. A régi Szociáldemokrata Párt jobboldali vezetőit, tagjait likvidálták, másokat kizártak a pártból, illetve a megmaradt vezetők látszat hatalmat kaptak. Az így létrejött egypártrendszer és totális kommunista diktatúra élén Rákosi Mátyás állt.
Ennek szemérmes leplezésére megalakult a Magyar Függetlenségi Népfront, amelynek égisze alatt – természetesen az MDP tényleges és kizárólagos irányításával – bonyolították a további választásokat. Szentgyörgyvári János, hogy továbbra is megőrizhesse keresztény és középutas elkötelezettségét, ezután elsősorban a Népfrontban, majd az 1954 őszén létrejött Hazafias Népfront nevű utód szervezetben bontakoztatta ki politikai-társadalmi szervezői tehetségét.
A Hazafias Népfront a magyarországi népfront-politika szervezeteinek (Magyar Front, a Magyar Nemzeti Függetlenségi Front (1944–45) és a Magyar Függetlenségi Népfront) folytatásaként alakult meg. Létrejöttében jelentős része volt Nagy Imre miniszterelnöknek, aki ezáltal kívánta politikai szerephez juttatni a (kommunista) párton (MDP) kívüli állampolgárokat, illetve lehetőséget biztosítani a nem kommunista érzelmű MDP-tagoknak. A Kádár-rendszerben az egypárti vezetésű országban a Hazafias Népfront volt „a szocialista nemzeti egység kifejezője”. Kiemelkedő szerepet kapott az országgyűlési és a tanácsi választások előkészítésében és lebonyolításában.
Szentgyörgyvári János a hatvanas években, mint a Hazafias Népfront (Pécs) Városi Bizottságának tagja és kerületi vezetője elsősorban a Békemozgalomban vett részt. Munkája elismeréseként, megkapta az Országos Béketanács Elnökétől a Békemozgalom kitüntető jelvényét.
Ugyancsak a Hazafias Népfront tagjaként és a Béketanács küldötteként vehetett részt 1967-ben egy finnországi állami utazáson. Az utazás célja a két ország baráti kapcsolatának megerősítésén túl, Pécs városa vonatkozásában az 1956 nyarán Pécs és Lahti között létesült testvérvárosi, kezdetben még csak formális politikai kapcsolat további ápolása, kulturális és más tartalommal való kitöltése volt.

## Tanácstag
Szentgyörgyvári Jánost kétszer választották tanácstaggá, először 1958–63, majd 1971–73 között, a III. tanácsi ciklusban. Pécs nyugati része (Uránváros, Magyarürög, Istenkút stb.) tartozott hozzá. Akkoriban központi kérdés volt itt az üzlethálózat bővítése, infrastruktúra: csatornázás, utak, világítás kiépítése. Szentgyörgyvári János mindezeken túl még az itt élő fiatalok és idősek problémáinak felvállalását tekintette kiemelt feladatának.

### Közéleti-kulturális tevékenység

#### Kulturális létesítmények Pécsett
Az akkoriban „divatos” társadalmi munkákban Szentgyörgyvári János ugyancsak kivette a részét. Az első tanácstagi működése során jött létre több olyan létesítmény, melyek a város és részben az ország kulturális életében is jelentősek voltak.
- Részt vállalt a Mecseki Kultúrpark megépítésében, mely az Pécsi Állatkertet és a Vidámparkot foglalta magába. Az Állatkert 1960-ban nyílt meg.
- A már csak romjaiban látható Pécsi Vidámpark 1961-ben készült el ugyancsak a pécsiek összefogásából: „Építették Pécs Város dolgozói 76679 társadalmi munkaórában”, állt a bejáratánál egy táblán, amely mára már eltűnt.[10]
- Pécs városának nyugati részén, Szentgyörgyvári János tanácstagi körzetében épült fel az Istenkúti közösségi ház 1958-ban, a 90-es években hányatott sorsú Istenkúti iskola szomszédságában, az ott élők kulturális igényeinek kielégítésére. Az építkezés társadalmi munkában folyt, melyben Szentgyörgyvári János is részt vett.[11]

#### Üzemi Híradó kiadása
Az MSZMP alapszervezete részéről ő volt – nyugdíjazásáig – az 1971-től induló „Pécsi Ingatlankezelő Vállalat Üzemi híradójának” kiadója és „motorja”. A híradó nyugdíjba vonulását követően ugyanis megszűnt. A negyedévente megjelenő, A4-es, kartonborítós brosúra formátumú újság fotókkal és rajzokkal illusztrálva igyekezett a dolgozókat sokrétűen tájékoztatni a vállalat eseményeiről, a kitüntetésekről, jutalmakról, az elvégzett munkákról. Helyet kapott benne a vállalat története, a dolgozókat érdekelhető jogszabályok, olvasói levelek, sport, rejtvény, illetve üdülési lehetőségek. A PIK-nek ugyanis 1971-re – társadalmi munkában – felépült egy tóparti nyaralója Balatonfenyvesen, ahol a vállalat dolgozói családtagjaikkal, 10 napos turnusváltással nyaralhattak jutányos áron. Időnként ő maga is publikált az újságban, például „Illem és jómodor” címmel rövid viselkedési eligazítást írt a dolgozók számára az induló évfolyam 2. számában.

## Díjai, elismerései
- Több oklevél társadalmi munkáért
- Kiváló dolgozó kitüntető jelvény miniatűrrel (1970)
- Országos Béketanács – Békemozgalom (Békéért) kitüntető jelvénye (1971?)
- Hazáért kitüntetés 1938–1945; Pro Patria (1999)
- I. o. Tűzkereszt (koszorúval és kardokkal) tíz eltöltött hónap első vonalban a fronton; kitüntetés (1999)